# Raggare
Raggare er et svensk udtryk for en ung person, oftest en mand, med motor- og bilinteresser.
Benævnelsen opstod i 1950ernes Sverige.
| Kultur | Spire Denne artikel om kultur er en spire som bør udbygges. Du er velkommen til at hjælpe Wikipedia ved at udvide den. |

- Wikimedia Commons har flere filer relateret til Raggare